# Trichoplusia distalagma
Trichoplusia distalagma är en fjärilsart som beskrevs av George Francis Hampson 1913. Trichoplusia distalagma ingår i släktet Trichoplusia och familjen nattflyn. Inga underarter finns listade i Catalogue of Life.